# Pristimantis waoranii
Pristimantis waoranii là một loài động vật lưỡng cư trong họ Strabomantidae, thuộc bộ Anura. Loài này được McCracken, Forstner, & Dixon mô tả khoa học đầu tiên năm 2007.